# Suture sagittale
La suture sagittale (ou suture bipariétale ou suture interpariétale ou suture pariétale ou suture rhabdoïde) est la suture crânienne qui relie les bords supérieur des deux os pariétaux.
Elle présente deux repères anatomiques : le bregma formé par son intersection avec la suture coronale, et le vertex du crâne.

## Embryologie
A la naissance, les os pariétaux ne se rejoignent pas et sont écartés d'environ 5 mm. Cela permet au cerveau de continuer à se développer normalement après la naissance. Les parties internes des os pariétaux fusionnent avant les parties externes.

## Aspect clinique

### Craniosynostose
La fermeture prématurée de la suture sagittale provoque une craniosynostose, entraînant la déformation du crâne appelée scaphocéphalie. La craniosténose sagittale est la forme la plus fréquente des craniosténoses.

### Médecine légale
En anthropologie judiciaire , la suture sagittale est une méthode utilisée pour dater les restes humains. La suture commence à se fermer à l'âge de vingt-neuf ans, vers l'avant en commençant à l'endroit où elle se croise à la suture lambdoïde. À trente-cinq ans, la suture est complètement fermée.
Si la suture est encore ouverte, on peut supposer un âge inférieur à vingt-neuf ans. A l'inverse, si la suture est complètement formée, on peut supposer un âge supérieur à trente-cinq ans.

## Galerie

La suture sagittale
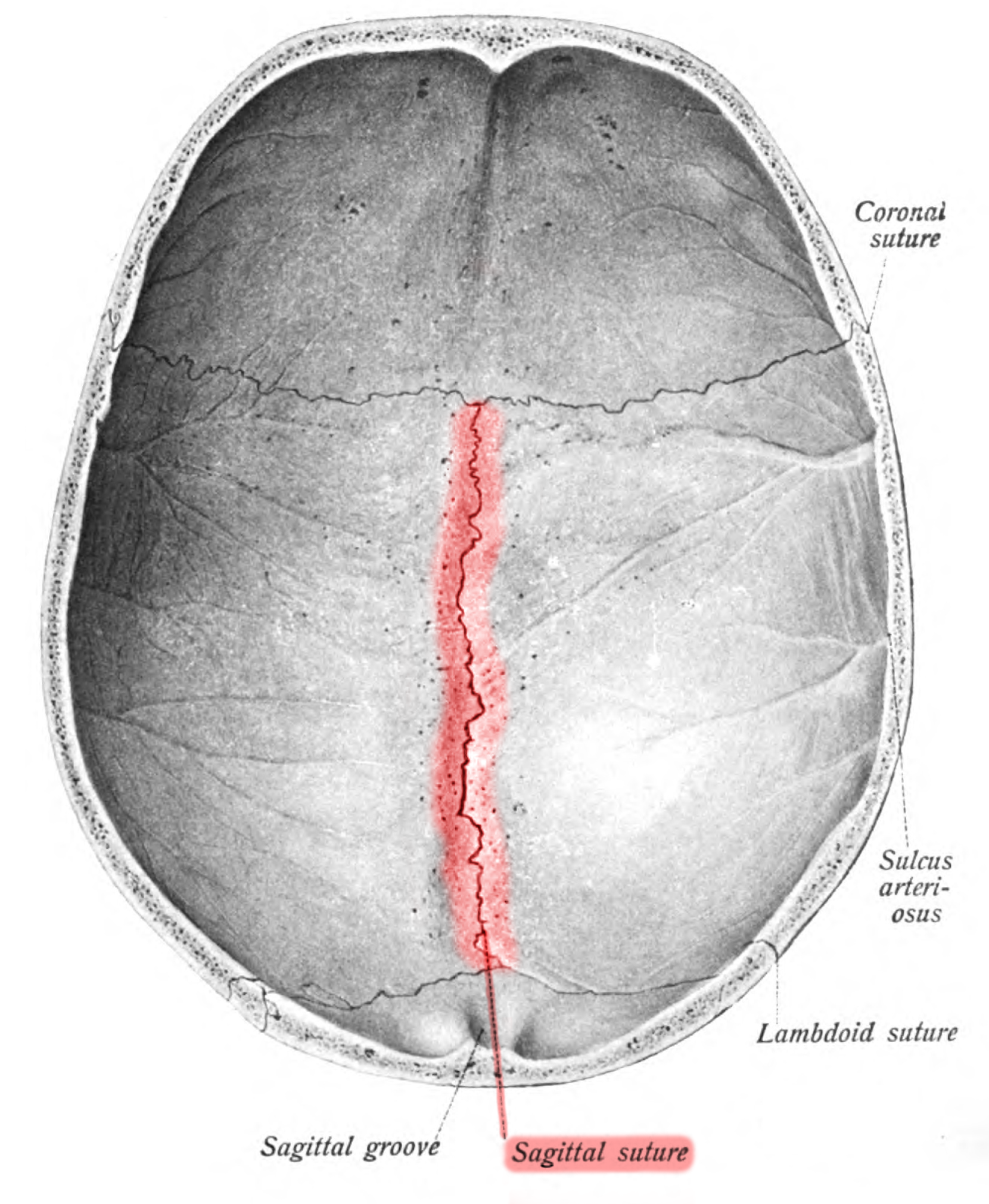
Vue interne de la suture sagittale.
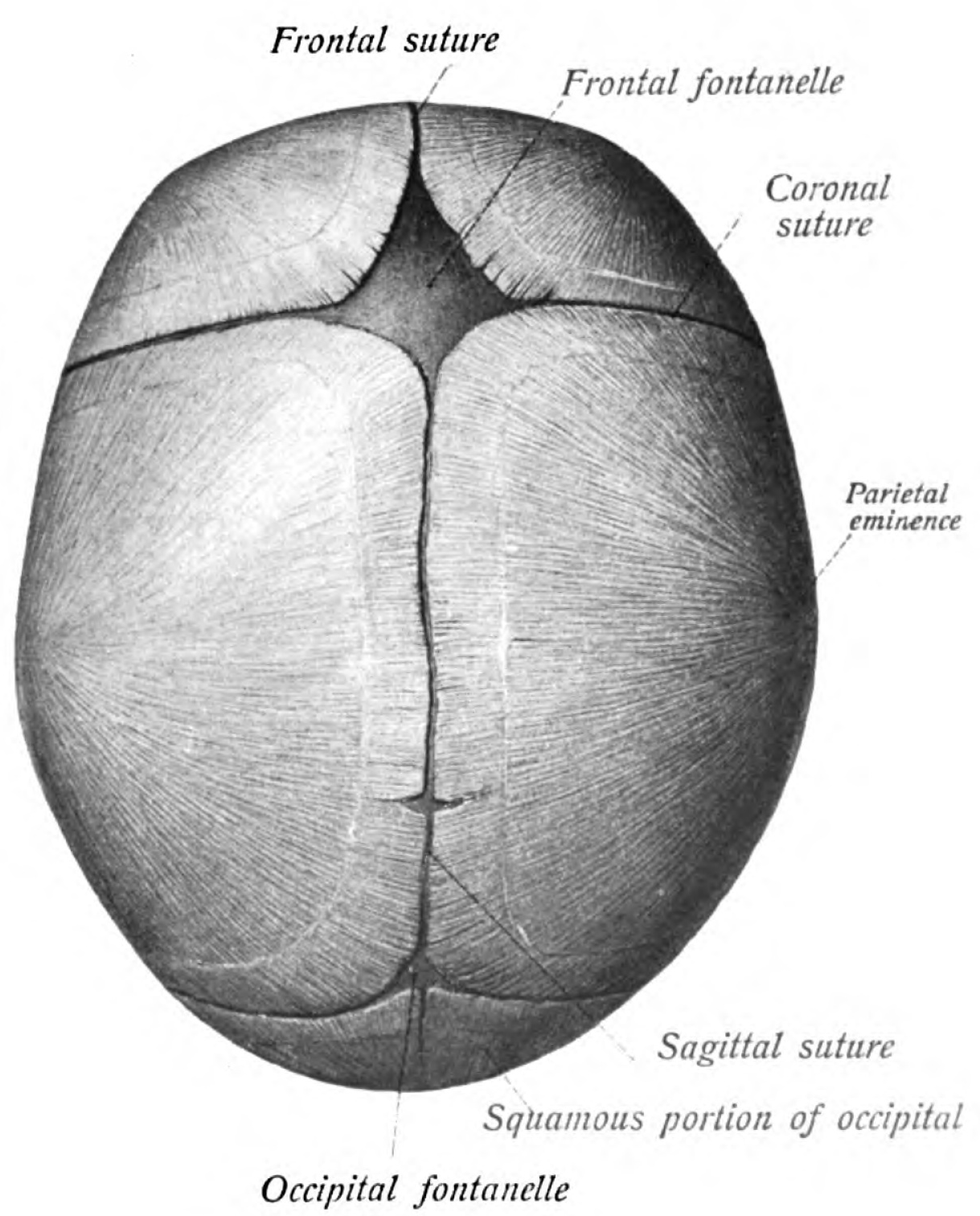
Suture sagittale d'un nouveau-né, vue de dessus.
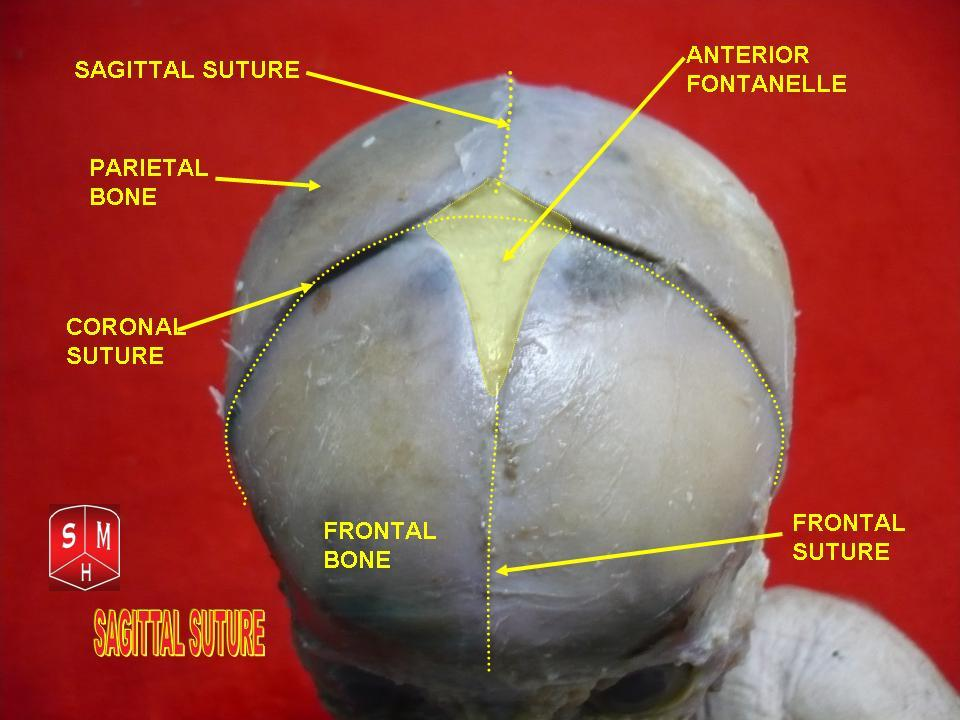
Suture sagittale d'un nouveau-né.
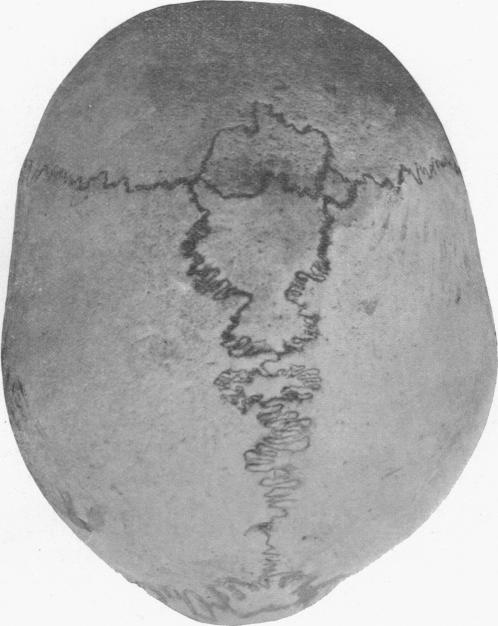
Suture sagittale avec os wormiens.